# Independent Spirit Awards 2001
Die 16. Verleihung der Independent Spirit Awards fand am 24. März 2001 statt und wurde von John Waters moderiert.

## Zusammenfassung
Nachdem Ang Lee mit zwei Filmen (Das Hochzeitsbankett (Hsi yen) und Eat Drink Man Woman (Yin shi nan nu)) erfolglos nominiert worden war, gewann er mit Tiger & Dragon (Wo hu cang long) die Preise – den besten Film und die beste Regie. Darren Aronofskys Drogendrama Requiem for a Dream erhielt zwei Preise und drei Nominierungen, Kenneth Lonergans You Can Count on Me ebenfalls. Willem Dafoe errang mit seiner dritten Nominierung seinen ersten Independent Spirit Award. Lars von Trier, im zweiten Jahr nacheinander nominiert, gewann den Preis – den besten ausländischen Film für Dancer in the Dark. Jim Jarmuschs Ghost Dog: The Way of the Samurai wurde zwar als bester Film nominiert, erhielt aber keine weitere Nominierung.

## Gewinner und Nominierte

### Bester Film
Tiger & Dragon (Wo hu cang long) – William Kong, Hsu Li-Kong, Ang Lee
Before Night Falls – Jon Kilik
George Washington – David Gordon Green, Sascha W. Mueller, Lisa Muskat
Ghost Dog: The Way of the Samurai – Jim Jarmusch, Richard Guay
Requiem for a Dream – Eric Watson, Palmer West

### Bester Debütfilm
You Can Count on Me – Kenneth Lonergan, John Hart, Jeff Sharp, Barbara De Fina, Larry Meistrich
Girlfight – Karyn Kusama, Maggie Renzi, Sarah Green, Martha Griffin
Love & Basketball – Gina Prince-Bythewood, Spike Lee, Sam Kitt
Risiko – Der schnellste Weg zum Reichtum (Boiler Room) – Ben Younger, Suzanne Todd, Jennifer Todd
The Visit – Jordan Walker-Pearlman

### Bester Debütfilm (Budget unter 500.000 Dollar)
Chuck&Buck – Miguel Arteta, Matthew Greenfield, Mike White
Bunny – Mia Trachinger, Rebecca Sonnenshine
Everything Put Together –Marc Forster, Sean Furst, Adam Forgash, Catherine Lloyd Burns
Groove – Greg Harrison, Danielle Renfrew
Our Song – Jim McKay, Paul S. Mezey, Diana E. Williams

### Beste Dokumentation
Dark Days – Marc Singer
The Eyes of Tammy Faye – Randy Barbato, Fenton Bailey
Long Night’s Journey Into Day – Frances Reid, Deborah Hoffmann
Paragraph 175 – Rob Epstein, Jeffrey Friedman
Sound and Fury – Josh Aronson

### Bester Hauptdarsteller
Javier Bardem – Before Night Falls
Adrien Brody – Restaurant
Billy Crudup – Jesus' Son
Hill Harper – The Visit
Mark Ruffalo – You Can Count on Me

### Beste Hauptdarstellerin
Ellen Burstyn – Requiem for a Dream
Joan Allen – Rufmord – Jenseits der Moral (The Contender)
Sanaa Lathan – Love & Basketball
Laura Linney – You Can Count on Me
Kelly Macdonald – Two Family House

### Bester Nebendarsteller
Willem Dafoe – Shadow of the Vampire
Cole Hauser – Tigerland
Gary Oldman – Rufmord – Jenseits der Moral (The Contender)
Giovanni Ribisi – The Gift
Billy Dee Williams – The Visit

### Beste Nebendarstellerin
Ziyi Zhang – Tiger & Dragon (Wo hu cang long)
Pat Carroll – Songcatcher
Jennifer Connelly – Requiem for a Dream
Marcia Gay Harden – Pollock
Lupe Ontiveros – Chuck&Buck

### Bestes Leinwanddebüt
Michelle Rodriguez – Girlfight
Rory Culkin – You Can Count on Me
Candace Evanofski, Curtis Cotton III, Damian Jewan Lee, Donald Holden, Rachael Handy – George Washington
Emmy Rossum – Songcatcher
Mike White – Chuck&Buck

### Beste Regie
Ang Lee – Tiger & Dragon (Wo hu cang long)
Darren Aronofsky – Requiem for a Dream
Miguel Arteta – Chuck&Buck
Christopher Guest – Best in Show
Julian Schnabel – Before Night Falls

### Bestes Drehbuch
Kenneth Lonergan – You Can Count on Me
Valerie Breiman – Love & Sex
Raymond De Felitta – Two Family House
Robert Dillon – Waking the Dead
Mike White – Chuck&Buck

### Bestes Drehbuchdebüt
Gina Prince-Bythewood – Love & Basketball
David Gordon Green – George Washington
Ross Klavan, Michael McGruther – Tigerland
Jordan Walker-Pearlman – The Visit
Ben Younger – Risiko – Der schnellste Weg zum Reichtum (Boiler Room)

### Beste Kamera
Matthew Libatique – Requiem for a Dream
Lou Bogue – Shadow of the Vampire
John de Borman – Hamlet
Tim Orr – George Washington
Xavier Pérez Grobet, Guillermo Ross – Bevor es Nacht wird (Before Night Falls)

### Producers Award
Paul S. Mezey – The Ballad of Ramblin' Jack und Spring Forward
Jim McKay – American Movie und Our Song
Tim Perell – Louis & Frank und Das Familiengeheimnis (The Myth of Fingerprints)
Diana E. Williams – The Love Machine und Our Song

### Truer Than Fiction Award
David S. Shapiro, Laurie Shapiro – Keep the River on Your Right: A Modern Cannibal Story
Jem Cohen, Peter Sillen – Benjamin Smoke
Vincent Fremont, Shelly Dunn Fremont – Pie in the Sky: The Brigid Berlin Story
James Ronald Whitney – Just, Melvin: Just Evil

### Bester ausländischer Film
Dancer in the Dark – Lars von Trier
In the Mood for Love (Fa yeung nin wa) – Wong Kar-Wai
Malli – Santosh Sivan
The War Zone – Tim Roth
Zeit der trunkenen Pferde (Zamani barayé masti asbha) – Bahman Ghobadi

### Someone to Watch Award
Marc Forster – Everything Put Together
Dan McCormack – Other Voices
Mia Trachinger – Bunny